# Муранов Анатолій Миколайович
Анатолій Миколайович Муранов — старший лейтенант, співробітник загону «Зеніт» спецрезерву Комітету державної безпеки при Раді Міністрів СРСР, активний учасник штурму будівлі Міністерства внутрішніх справ Афганістану, що проводився одночасно зі штурмом палацу Аміна, загинув під час виконання службових обов'язків.

## Біографія
Народився 31 січня 1947 року в місті Нікополі Дніпропетровської області Української РСР.
З раннього віку проживав у місті Свердловську. Після закінчення Свердловської середньої школи № 76 вступив до Уральського лісотехнічного інституту. У 1970 році закінчив його, здобувши спеціальність інженера-механіка з верстатів та інструментів. Під час навчання активно займався науковою та громадською роботою, був автором кількох наукових статей, керував групою добровільної народної дружини, був спортсменом-самбістом.
Після закінчення навчання Муранов отримав пропозицію вступити на службу до органів Комітету державної безпеки при Раді Міністрів СРСР. У 1973 році закінчив Вищу школу КДБ СРСР, після чого повернувся до Свердловська. Служив оперуповноваженим, старшим оперуповноваженим Управління КДБ СРСР Свердловської області.
У грудні 1979 року Муранов виявив бажання відправитися у відрядження в Демократичну Республіку Афганістан для участі у проведенні спеціальної операції з повалення режиму Хафізулли Аміна. Він був зарахований до складу спеціальної групи «Зеніт». Частина цієї групи повинна була взяти безпосередню участь у штурмі президентського палацу Тадж-Бек, де перебував Амін зі своєю гвардією, а іншій її частині, до якої був включений Муранов, повинна була захопити найважливіше відомство — Міністерство внутрішніх справ Афганістану.
Увечері 27 грудня 1979 року операція розпочалася. О 19:30 група Муранова, до якої входили 14 офіцерів та 2 взводи десантників. У короткій запеклій сутичці, яка тривала лише п'ятнадцять хвилин, вона очистила від охорони всі поверхи, незважаючи на те, що будівлю МВС захищала 350 афганців. У ході бою Муранов зазнав важкого поранення в обидва стегна. Він був доставлений до поліклініки при радянському посольстві в Кабулі, проте незабаром помер від гострої крововтрати та больового шоку. Похований на Широкореченському цвинтарі в місті Єкатеринбурзі.
Указом Президії Верховної Ради СРСР капітан Анатолій Миколайович Муранов посмертно був удостоєний орденом Червоного Прапора.

## Пам'ять
- Іменем Анатолія Миколайовича Муранова названо вулицю в місті Єкатеринбурзі[3].
- Меморіальна дошка на згадку про Муранова встановлено меморіальну дошку на будівлі Єкатеринбурзької середньої загальноосвітньої школи № 76 із поглибленим вивченням окремих предметів[4].
- На будівлі Управління Федеральної служби безпеки Російської Федерації по Свердловській області встановлено меморіальну дошку, у музеї Управління є стенд, присвячений Муранову[5].